# Eugenia macedoi
Eugenia macedoi är en myrtenväxtart som beskrevs av Joáo Rodrigues de Mattos och Carlos Maria Diego Enrique Legrand. Eugenia macedoi ingår i släktet Eugenia och familjen myrtenväxter. Inga underarter finns listade i Catalogue of Life.